# جائزة البحرين الكبرى 2019
جائزة البحرين الكبرى 2019 هو سباق فورمولا 1
أقيم بتاريخ 31 مارس 2019 في حلبة البحرين الدولية، البحرين، وكان السباق 2 من أصل 21 في بطولة العالم لسباقات الفورمولا واحد موسم 2019، وكان أول المنطلقين شارل لوكلير.
فاز بالمركز الأول  لويس هاملتون، وكان صاحب أسرع لفة شارل لوكلير بزمن قدرة 93.411 ثانية.